# 山岸外史
山岸外史（日语：／ Yamagishi Gaishi，1904年7月16日—1977年5月7日）是一名日本評論家。

## 经历
山岸外史在东京出生，是日本制鞋公司（现丽格公司）社长山岸覺太郎的儿子。他在东京第七高等学校读完高中后，于东京帝国大学（现东京大学）文学院哲学系师从出隆。1931 年，山岸担任同人杂志《阿卡德摩斯》的主编。1934 年，《散文》创刊。他在其创刊号上发表的《〈纹章〉与〈禽兽〉的作家们》和《佐藤春夫论》分别受到川端康成和佐藤春夫的认可。
1934年，山岸外史与檀一雄和太宰治等人创建文艺杂志《青花》。

## 著作
- 『人間キリスト記』第一書房 1938
- 『芥川竜之介』ぐろりあ・そさえて 1940
- 『希望の表情』実業之日本社 1941
- 『煉獄の表情』朱雀書林 1941（散文詩集）
- 『日本武尊 開発社少国民版』原田直康絵 開発社 1943
- 『ロダン論』育英書院 1944
- 『眠られぬ夜の詩論』臼井書房 1947
- 『詩と真実』印刷局 青年双書 1948
- 『評論芥川竜之介』鱒書房 1948
- 『夏目漱石』弘文堂 1958
- 『人間太宰治』筑摩書房 1962　のち角川文庫、ちくま文庫
- 『太宰治おぼえがき』審美社 1963

## 脚注
1. ↑  .   [2015年3月15日]. （原始内容存档于2016年3月5日） （日语）.